# Villalba del Alcor
Villalba del Alcor là một đô thị ở tỉnh Huelva, Andalucía, Tây Ban Nha. Năm 2007, đô thị này có 3.480 dân, Diện tích của Villalba là 62 km² với mật độ dân số 55,2 người/km². Đô thị này có tọa độ địa lý 37º 24' độ vĩ bắc, 6º 28' độ kinh đông. Villalba nằm ở độ cao 161 mét và cách tỉnh lỵ Huelva 50 km. Dân cư ở đây sống chủ yếu bằng nghề nông.

## Dân số
| 1996  | 1997  | 1998  | 1999  | 2000  | 2001  | 2002  |
| ----- | ----- | ----- | ----- | ----- | ----- | ----- |
| 3.618 | 3.587 | 3.604 | 3.530 | 3.520 | 3.475 | 3.439 |

Nguồn: INE (Tây Ban Nha)

## Nhân vật
- Nicolas Tenorio Cerero (1863-1930)

## Tượng đài
- Ermita de Santa Águeda.
- Convento de San Juan Bautista.